# Светско првенство у атлетици у дворани 2001 — скок мотком за жене
Скок мотком у женској конкуренцији на 8. Светском првенству у атлетици у дворани 2001. одржано је 9. марта у Атлантском павиљону у Лисабону (Португалија).
Титулу освојену у Маебаши 1999 није бранила Анастасија Рајбергер из Немачке.

## Земље учеснице
Учествовала је 8 такмичарки из 6 земаља.
1. Бугарска (1)
2. Немачка (1)
3. Русија (2)
4. САД (2)
5. Украјина (1)
6. Чешка (1)

## Освајачи медаља
|                                |                                                   |  |
| Павла Хамачкова-Рибова · Чешка | Светлана Феофанова · Русија · Kellie Suttle · САД |  |

## Рекорди
Стање 8. март 2001. године
| Рекорди пре почетка Светског првенства у дворани 2001.     | Рекорди пре почетка Светског првенства у дворани 2001. | Рекорди пре почетка Светског првенства у дворани 2001. | Рекорди пре почетка Светског првенства у дворани 2001. | Рекорди пре почетка Светског првенства у дворани 2001. | Рекорди пре почетка Светског првенства у дворани 2001. |
| ---------------------------------------------------------- | ------------------------------------------------------ | ------------------------------------------------------ | ------------------------------------------------------ | ------------------------------------------------------ | ------------------------------------------------------ |
| Светски рекорд                                             | 4,70                                                   | Стејси Драгила                                         | Сједињене Државе                                       | Покатело, САД                                          | 17. фебруар 2001.                                      |
| Рекорди светских првенстава у дворани                      | 4,50                                                   | Nastja Ryjikh                                          | Немачка                                                | Маебаши, Јапан                                         | 5. март 2001.                                          |
| Најбољи резултат сезоне у дворани                          | 4,70                                                   | Стејси Драгила                                         | Сједињене Државе                                       | Покатело, САД                                          | 17. фебруар 2001.                                      |
| Европски рекорд                                            | 4,65                                                   | Светлана Феофанова                                     | Русија                                                 | Пиреј, Грчка                                           | 21. март 2001.                                         |
| Северноамерички рекорд                                     | 4,70                                                   | Стејси Драгила                                         | Сједињене Државе                                       | Покатело, САД                                          | 17. фебруар 2001.                                      |
| Јужноамерички рекорд                                       | 4,25                                                   | Алехандра Гарсија                                      | Аргентина                                              | Concepción del Uruguay, Аргентина                      | 10. фебруар 1999.                                      |
| Афрички рекорд                                             | 4,41                                                   | Елмари Геритс                                          | Јужна Африка                                           | Бирмингем, Уједињено Краљевство                        | 20. фебруар 2000.                                      |
| Азијски рекорд                                             | 4,35                                                   | Цај Вејен                                              | Кина                                                   | Париз, Француска                                       | 9. март 1997.                                          |
| Океанијски рекорд                                          | 4,55                                                   | Ема Џорџ                                               | Аустралија                                             | Аделејд, Аустралија                                    | 24. март 1998.                                         |
| Рекорди после завршеног Светског првенства у дворани 2001. |                                                        |                                                        |                                                        |                                                        |                                                        |
| Рекорди светских првенстава у дворани                      | 4,56                                                   | Павла Хамачкова-Рибова                                 | Чешка                                                  | Лисабон, Португалија                                   | 9. март 2001.                                          |

### Најбољи резултати у 2001. години
Десет најбољих атлетичарки године у скоку мотком у дворани пре првенства (5. марта 2001), имале су следећи пласман.
| 1. | Стејси Драгила         | Сједињене Државе | 4,70 | 17. фебруар |
| 2. | Светлана Феофанова     | Русија           | 4,65 | 21. фебруар |
| 3. | Kellie Suttle          | Сједињене Државе | 4,56 | 2. март     |
| 4. | Јелена Бељакова        | Русија           | 4,55 | 21. фебруар |
| 5. | Јелена Исинбајева      | Русија           | 4,47 | 10. фебруар |
| 6. | Анжела Балахонова      | Украјина         | 4,43 | 25. фебруар |
| 6. | Павла Хамачкова-Рибова | Чешка            | 4,43 | 25. фебруар |
| 8. | Тања Колева            | Бугарска         | 4,40 | 3. фебруар  |
| 8. | Ивоне Бушбаум          | Немачка          | 4,40 | 17. фебруар |
| 8. | Тореј Еда Елисдотир    | Исланд           | 4,40 | 25. фебруар |

Такмичарке чија су имена подебљана учествују на СП 2001.

## Сатница
| Датум         | Време | Ниво   |
| ------------- | ----- | ------ |
| 9. март 2001. | 16:30 | Финале |

## Резултати

### Финале
Такмичење је одржано 9. марта 2001. године у 16:30.,,
| Пласман | Атлетичарка            | Земља    | ЛР    | ЛРС   | 4,10 | 4,25 | 4,35 | 4,43 | 4,51 | 4,56 | 4,61 | Рез. | Бел. |
| ------- | ---------------------- | -------- | ----- | ----- | ---- | ---- | ---- | ---- | ---- | ---- | ---- | ---- | ---- |
|         | Павла Хамачкова-Рибова | Чешка    | 4,45о | 4,43  | o    | o    | o    | xo   | xo   | o    | xxx  | 4,56 | РСП  |
|         | Светлана Феофанова     | Русија   | 4,65  | 4,65  | –    | –    | xo   | –    | o    | –    | xxx  | 4,51 |      |
|         | Kellie Suttle          | САД      | 4,56  | 4,56  | xo   | o    | o    | o    | o    | xxx  |      | 4,51 |      |
| 4.      | Стејси Драгила         | САД      | 4,70  | 4,70  | –    | o    | o    | xo   | xo   | xxx  |      | 4,51 |      |
| 5.      | Тања Колева            | Бугарска | 4,42о | 4,40  | xo   | xxo  | xo   | xxx  |      |      |      | 4,35 |      |
| 6.      | Ивоне Бушбаум          | Немачка  | 4,45о | 4,40  | –    | o    | xxx  |      |      |      |      | 4,25 |      |
| 7.      | Јелена Исинбајева      | Русија   | 4,47о | 4,47о | xo   | xo   | xxx  |      |      |      |      | 4,25 |      |
|         | Анжела Балахонова      | Украјина | 4,56о | 4,43  | xxx  |      |      |      |      |      |      | БП   |      |